# Fissocarinocythere
Fissocarinocythere is een geslacht van uitgestorven kreeftachtigen uit de klasse van de Ostracoda (mosselkreeftjes).

## Soorten
- Fissocarinocythere coalvillensis (Lankford, 1953) Brouwers & Hazel, 1978 †
- Fissocarinocythere gapensis (Alexander, 1929) Brouwess & Hazel, 1978 †
- Fissocarinocythere huntensis (Alexander, 1929) Brouwess & Hazel, 1978 †
- Fissocarinocythere pidgeoni (Berry, 1925) Brouwers & Hazel, 1978 †
- Fissocarinocythere pittensis (Swain & Brown, 1964) Brouwers & Hazel, 1978 †